# Антон Ульріх (герцог Саксен-Майнінгенський)
Антон-Ульріх (нім. Anton Ulrich, 22 жовтня 1687 — 27 січня 1763) — герцог Саксен-Майнінгену у 1706—1763 роках, від 1746 року правив одноосібно. Син першого герцога Саксен-Майнінгенського Бернгарда I та його другої дружини Єлизавети-Елеонори Брауншвайґ-Вольфенбюттельської.

## Біографія
Народився 22 жовтня 1687 року у Майнінгені. Був п'ятою дитиною та другим сином в родині правлячого герцога Саксен-Майнінгену Бернгарда I та його другої дружини Єлизавети-Елеонори Брауншвайґ-Вольфенбюттельської. Своє ім'я отримав на честь діда з материнської лінії. Мав трьох старших сестер: Єлизавету-Ернестіну, Елеонору-Фредеріку та Вільгельміну-Луїзу. Старший брат помер немовлям до його народження. Також мав чотирьох єдинокровних братів від першого шлюбу батька.
Здобув добру освіту. Мав глибокі знання з латини, античної та загальної історії, конституційного права, історії літератури, розмовляв французькою та італійською, був знайомий з археологією та нумізматикою. Був відомий гострим розумом і залізною волею. Відвідував Англію та Нідерланди, коли дізнався про смерть батька. Продовжив подорож до Швейцарії й Італії. Повернувшись, правив разом із братами, оскільки Бернгард I вважав країну надто малою, аби розділювати. Втім, його найстарший брат Ернст-Людвіґ праг одноосібної влади і уклав договір з середнім братом дозволили йому керування державою. Антон-Ульріх на це не погодився і кілька років судився за своє право на володарювання.
Наприкінці 1707 року вступив на військову службу. У 1711 року у чині генерал-майора залишив армію, аби узяти в Нідерландах шлюб із донькою капітана Філіпіною Єлизаветою Цезар. Нареченому було 24 роки, нареченій — 25. Мешкала родина в Амстердамі, Антон-Ульріх рідко навідував батьківщину. У пари з'явилося десятеро дітей. Весілля було таємним. За кілька років Антон Ульріх оголосив про нього публічно, що викликало численні нападки на нього. Вірних йому придворних звільняли. Навіть його матір перейшла на бік супротивників. Опорою герцога стала його старша сестра Єлизавета, настоятелька Гандерсгаймського монастиря, що підтримувала його грошима та заступництвом. Їй вдалось навіть обмежити владу Ернста Людвіга. У 1727 році Антону Ульріху в імперському придворному суді у Відні вдалося визнати законність свого шлюбу. Однак, у 1744 та 1747 році його діти були оголошені незаконнонародженими. Не вдалося герцогу також усунути недоброзичливість братів-співправителів та знайти мирний притулок у своєму князівстві. У серпні 1744 року Філіпіна Єлизавета пішла з життя.
Ернста Людвіга не стало у 1724 році, однак він усунув Антона Ульріха зі списку регентів над своїми синами. Герцог успішно судився за це право і, після смерті герцога Саксен-Готи-Альтенбургу у 1732 році, посів його місце у регентській раді. Зрештою, у березні 1743 року останній з його небожів помер бездітним, і Антон Ульріх разом із братом Філіпом Вільгельмом отримали владу у Саксен-Майнінгені. Останній також помер бездітним у березні 1746 року, і Антон Ульріх став одноосібним володарем.
Наслідки правління його попередників, успадковані позови та нові конфлікти ускладнювали діяльність герцога. Так, у 1747—1748 роках Саксен-Майнінген вів війну із сусіднім Саксен-Гота-Альтенбургом, що розгорнулася через конфлікт двох фрейлін у Майнінгені. Суперечка була урегульована за посередництва Пруссії. Ще в одному конфлікті з Саксен-Готою Антон Ульріх безуспішно намагався домогтися опікунства над неповнолітнім Ернстом Августом II Саксен-Веймар-Ейзенахським. Разом з тим, він зумів навести лад у країні, заснував низку установ та в міру сил захищав її під час Семирічної війни. Свою резиденцію та двір продовжував тримати у Франкфурті. У Майнінгені поклав початок колекції предметів мистецтва, хоча загалом рідко був присутнім у столиці.
Як в інтелектуальному розвитку, так і в физичній силі він значно перевершував своїх братів, і до самої старості залишався у добрій формі. Аби забезпечити продовження династії герцог узяв шлюб із молодою гессенською принцесою. У віці 63 років він побрався із 20-річною Шарлоттою Амалією Гессен-Філіпстальською. Весілля пройшло 26 вересня 1750 у Гомбурзі. До смерті герцога у подружжя народилося восьмеро дітей.
У січні 1763 року Антон Ульріх помер у Франкфурті незадовго до закінчення Семирічної війни. Був похований у замковій курсі Майнінгену. Шарлотта Амалія стала успішною регенткою при їхньому синові. Здійснилося пророцтво Бернхарда I, яке він дав на смертному одрі: «Мій Ульріх стане опорою мого дому».

## Родина
Дружина — Філіпіна Єлизавета Цезар
Діти:

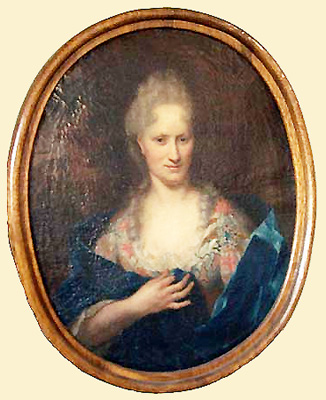
Портрет Філіпіни Єлизавети близько 1725 року

- Філіпіна-Антуанетта (1712—1785) — одружена не була, дітей не мала;
- Філіпіна-Єлизавета (1713—1781) — одружена не була, дітей не мала;
- Філіпіна-Луїза (1714—1771) — одружена не була, дітей не мала;
- Філіпіна-Вільгельміна (1715—1718) — прожила 3 роки;
- Бернгард-Ернст (1716—1778) — одружений не був, дітей не мав;
- Антонія-Августа (1717—1768) — одружена не була, дітей не мала;
- Софія-Вільгельміна (1719—1723) — прожила 4 роки;
- Карл-Людвіґ (1721—1727) — прожив 5 років;
- Крістіна-Фредеріка (1723—?) — померла в ранньому віці;
- Фрідріх-Фердинанд (12 березня—17 червня 1725) — прожив 3 місяці.

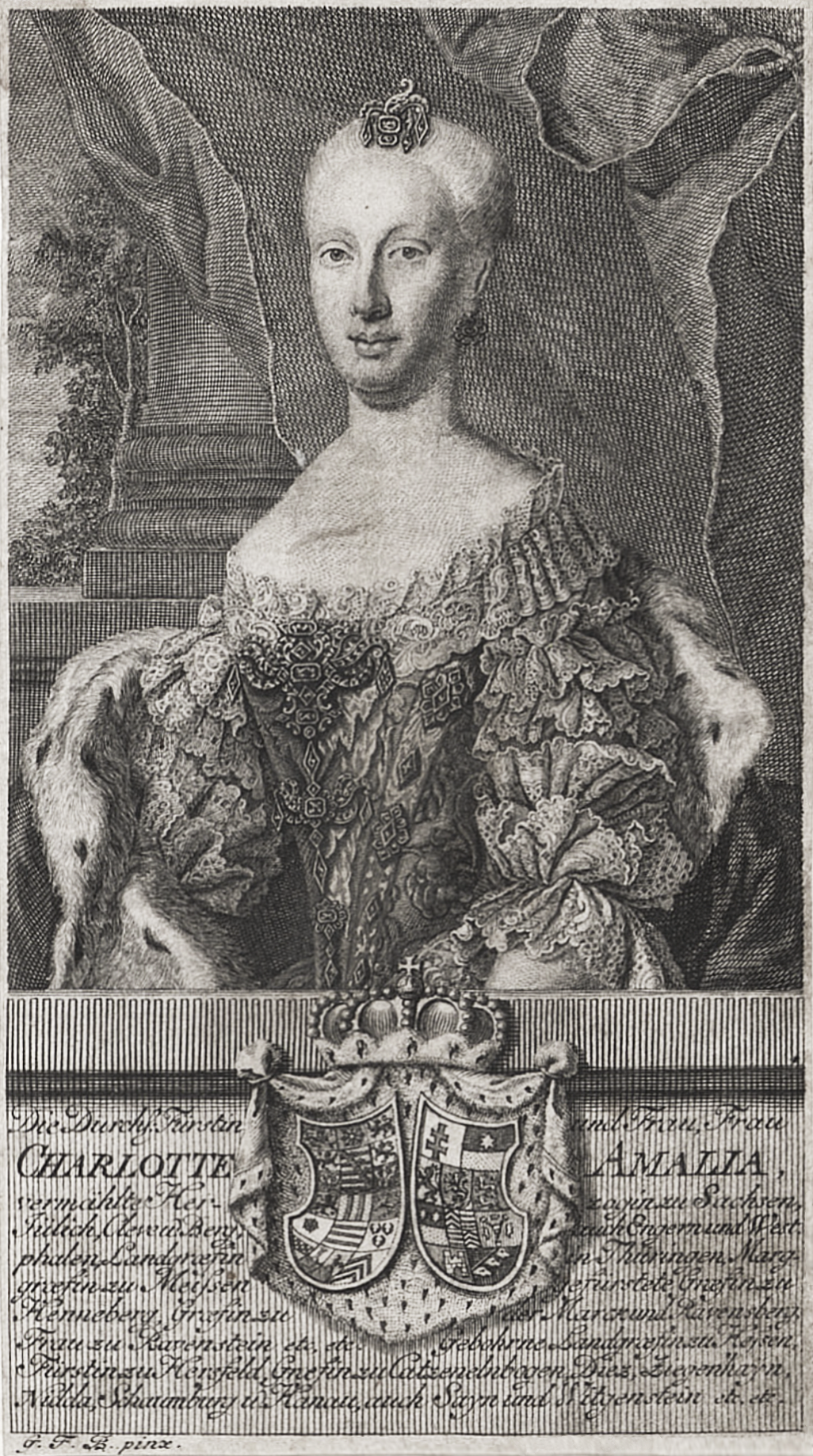
Шарлотта Амалія, гравюра

Дружина — Шарлотта Амалія Гессен-Філіпстальська
Діти:
- Шарлотта (1751—1827) — дружина герцога Саксен-Гота-Альтенбургу Ернста II, мала четверо синів;
- Луїза (1752—1805) — дружина ландграфа Гессен-Філіпсталь-Бархфельдського Адольфа, мала шестеро дітей;
- Єлизавета (1753—1754) — прожила 5 місяців;
- Карл (1754—1782) — герцог Саксен-Майнінгена у 1763—1782 роках, був одруженим із принцесою Луїзою Штольберг-Ґедернською, дітей не мав;
- Фрідріх Франц (1756—1761) — прожив 5 років;
- Фрідріх Вільгельм (1757—1758) — прожив 5 місяців;
- Георг (1761—1803) — герцог Саксен-Майнінгена у 1782—1803 роках, був одруженим із принцесою Луїзою Елеонорою Гогенлое-Лангенбурзькою, мав двох доньок та сина;
- Амалія (1762—1798) — дружина князя Каролат-Бойтанського Генріха Карла, мала семеро дітей.[3]